# ضفدع

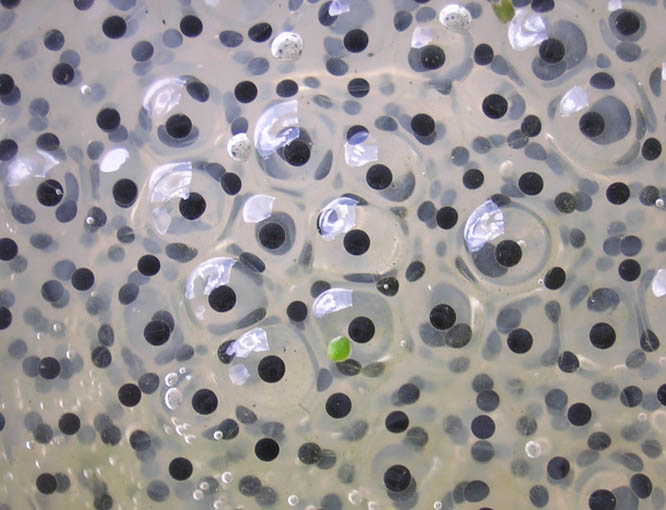
بيض ضفادع

الضِّفْدِع (بكسر الضاد والدال) حَيَوان فَقاري، من فصيلة البرمائيات، من مجموعة البتراوات (Anurans)، وتعني باليونانية: بلا ذيل، وهو دقيق العظام، أملس الجلد، سيقانها الخلفية طويلة، أصابعها مترابطة بأغشية رقيقة؛ تسبح بها، عيونها جاحظة.

ضفدع يسبح

أكثرُها في بيئةٍ شبه مائية، حَرَكتُها: القفز، والتسلق. تـضع بيوضها في الجداول، والبرك، والبحيرات، وتسمى يرقتها بالشُّرغوف، تتنفس في الماء بخياشمها. البالغة منها مفترسات، تتغذى على المَفصِليات، والديدان الحَلَقية، وبطنيات القدم، وتُعرف بأصوات نقيقها ليلًا ونهارًا وعند نزوتها الجنسية.
وهي في أنحاء العالم كلها تقريبًا، من المناطق الاستوائية، وصولًا إلى المناطق شبه الباردة، لكن معظم أنواعها تعيش في الغابات الاستوائية المطيرة، حيث سجل لها أكثر من 5000 نوع، وهي تعدّ من بين الفقاريات الأكثر انتشارا، ومع ذلك لوحظ في السنوات الأخيرة، تناقص في بعض تجمعاتها في أرجاء مختلفة من العالم.
ويشبهه حيَوان برمائي من رتبة عديم الذيل، يسمى العُلجوم، وأكثر الناس لا تميزه من الضِفدِع، ولكنَّ له خصائصَ خارجية وأنماطًا سلوكية تختلف عن الضِفدِع، فهو مهيأ أكثر للعيش بعيدًا عن المياه، لا يقفز، جلده أثخن من جلد الضفدع، وأرجله قصيرة بالنسبة إلى الضفدع.

## التصنيف
البتراوات أو لاذَنَبِيّات أو عديمات الذنب أو الضفادع أو الضفدعيات (الاسم العلمي:Anura) هي رتبة من الحيوانات تتبع طائفة البرمائيات من شعبة الحبليات. وهي رُتْبَة تضم الضَّفادِعِ والعلاجيم.
تعدّ رتبة عديمة الذيل، الأكثر من بين البرمائيات، إذ أن 88% من البرمائيات، من عديمة الذيل التي تحتوي على 5250 نوع، تصنف في 33 عائلة أكبرها دون رتبة (Leptodactylidae) وتحوي 1100 دون نوع، ودون رتبة (Hylidae) وتشمل 800 دون نوع، والضفدعيات (Ranidae) وتشمل 750 دون نوع..
استخدام التسمية الشائعة ضفادع وعلاجيم، ليس لها أساس تصنيفي فمن وجهة نظر علماء التصنيف، كل أعضاء رتبة عديمة الذيل تعدّ ضفادع، وفقط أعضاء عائلة علاجيم حقيقية Bufonidae من العلاجم، تعدّ علاجم حقيقية، والمصطلح الشائع لكلمة ضفادع، يعني تلك التي تعيش في بيئة مائية أو شبه مائية ن وتمتلك جلد أملس، ورطب، أما تسمية علجوم، فتتطرق لتلك التي تعيش في مناطق برية قليلة المياة، وتمتلك جلدا ثخين غير ناعم الملمس، وبه نتوءات ظاهرة، يستثنى من ذلك علجوم (Bombina-Bombina)الذي يمتلك نفس خصائص جلد العلجوم، لكنه يفضل العيش قرب المياة.
- الضفادع تصنف على نطاق واسع في ثلاثة رتيبات وهي:
- (الاسم العلمي: Archeobatrachia) وهي تشمل أربع عائلات قديمة.
- (الاسم العلمي: Mesobatrachia) وهي تشمل خمس عائلات من الضفادع وسيطة التطور.
- (الاسم العلمي: Neobatrachia) هي أكبر رتيبة، وتضم 24 عائلة من الضفادع الحديثة المتبقية، وهي تشمل معظم الأنواع المنتشرة على الأرض تتفرع إلى قسمينhylidae وضفدعيات ranidae هذه القسمة مبنية على أساس البنية وتركيبة الجسم، مثل عدد الفقرات، ومبنى الصدر، والشراغف، وهي متعارف عليها عموما، ومع ذلك، لا زالت الروابط بين عديمات الذيل غير معروفة على وجه الدقة، وذلك متروك لابحاث علم الوراثة لتسلط الضوء أكثر، على العلاقات والروابط بين عديمات الذيل، فمثلا ضفدع البرك (Rana esculenta) هو ضفدع هجين نتج عن تلاقح ضفدع (R.lessonae) مع ضفدع (R.ridibunda) وذكوره هي ذكور عاقرة، أما إناثه فتستطيع التزاوج مع شريك إذا كانت مرتبطه معه بأحد الأبوين.

## الشكل والبنية التشريحية

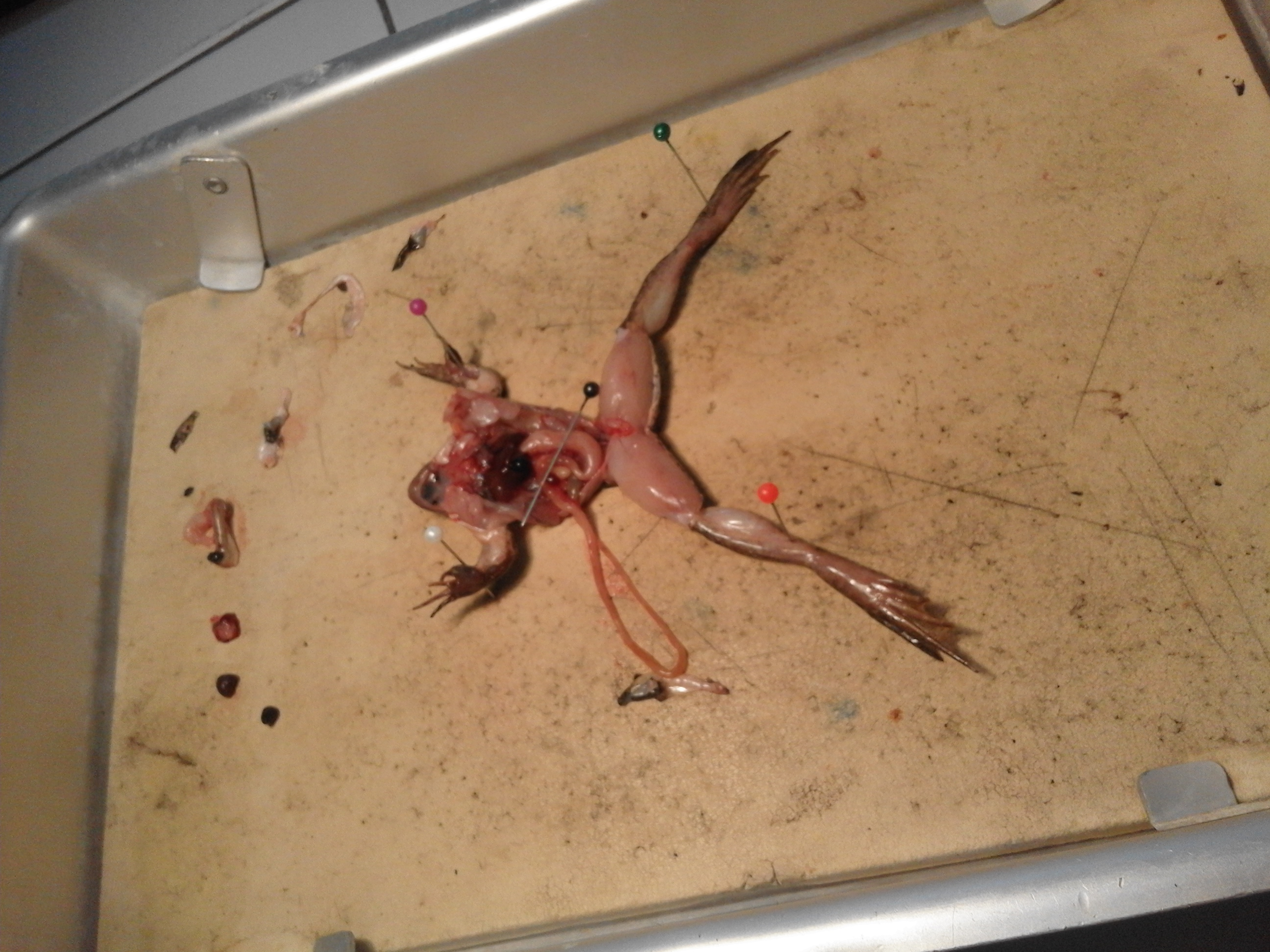
صورة توضح ضفدع أثناء تشريحه

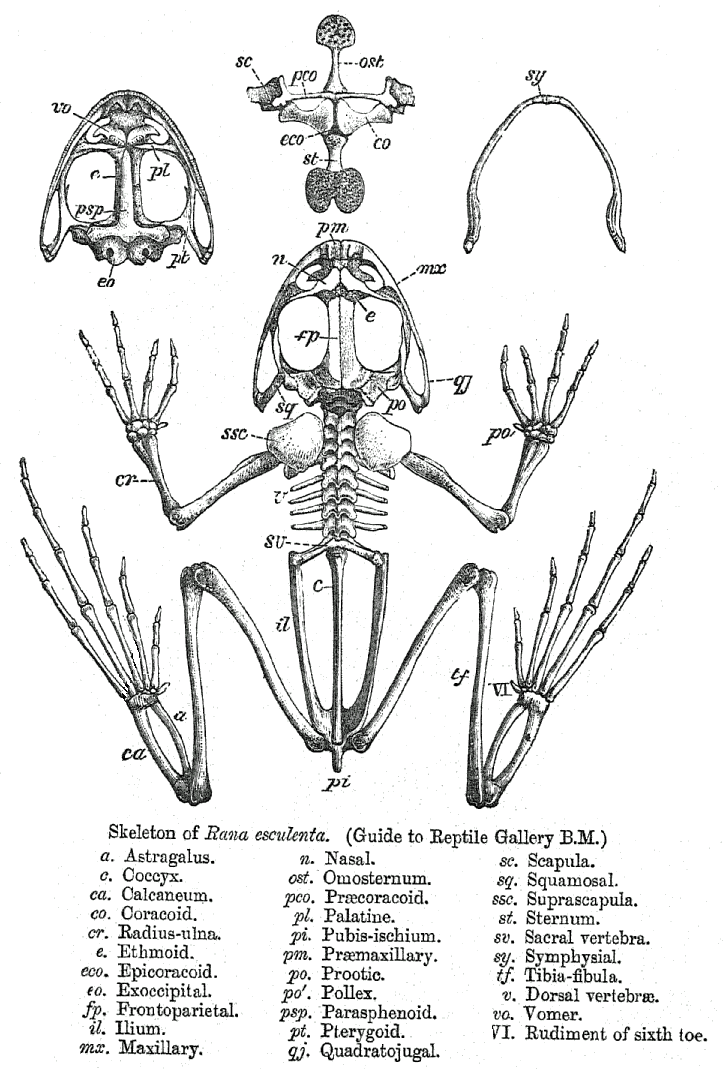
هيكل عظمي للضفدع

مقارنة، بالرتبتين الأخرى تين، من البرمئيات عديمة الأرجل ذوات الذيل فالبنية التركيبية لعديمة الذيل، تتميز بفقدان الذيل، وأرجلها مناسبة للقفز، أكثر من المشي، أما من الناحية، الوظيفية والفسيولوجية، فعديمات الذيل، تتشابه مع سائر البرمئيات، لكنها تختلف، مع الحيوانات الفقارية، فالضفدع، تتنفس بواسطة جلدها، الذي يذيب الأكسجين ويسمح له بالنفاذ بسهولة، إلى أغشية رطبة، تمرره للدم، من هنا يجب بقاء الضفدع، بالقرب من المناطق المائية، للحفاظ على رطوبة جسمه، لذلك يعدّ الضفدع حساسا ومعرضا للخطر من أي تلوث مائي تحدثه السميات، التي تؤدي إلى تناقص عشائر الضفادع. هناك خصائص ومميزات غير مشتركة، بين كل أنواع الضفادع، البالغ عددها 5250 نوع، وإن كانت الضفادع تتميز عن بقية البرمئيات بسيقانها الخلفية الطويلة وعظام كاحلها، التي استطالت، لتكون مناسبة للقفز، وعمودها الفقري، لذي لا يزيد عن عشر فقارات مرنة، ومرتبطة من الخلف بعظمة ذيلية (العصعص).أحجام عديمات الذيل تختلف من جنس لآخر فالضفدع البرازيلية والضفدع الكوبية لايزيد طولها عن 10مم بينما يصل طول ضفدع جالوت إلى 30سم.جلود الضفادع رخوة لعدم ارتباطها جيدا مع البدن، نسيجها الجلدي إما أملس أو متدرن الشكل أو متثني. الضفدع تغطي عينه ثلاث أغشية أحدهما شفاف يحمي العين تحت سطح الماء ويسمح لها بالرؤية، والآخريين تختلف درجة شفافيتهما من متوسطة إلى معتمة. الضفدع لها أذن واحدة في كل جانب من رأسها تكون أحيانا مغطاة بالجلد إلى حدما معظم الضفادع لها أسنان صغيرة ومخروطية الشكل تصطف في الفك العلوي وفي بعض الأحيان يكون لها أسنان حلقية غير تلك المصطفة على اللثة العلوية أما فيما يخص اللثة السفلية فلا يوجد للضفدع ما يمكن تسميته أسنان سفلية، إذ أن أسنانها ليست معدة للمضغ بل لتساعدها في الإمساك بالفريسة، وتحريكها على نحو يسهل تحطيمها وبلعها. أما فيما يخص العلجوم فهو لا يمتلك أسنان.

### سيقانه وأرجله
مبنى السيقان والأرجل، عند الضفادع، يختلف من نوع لآخر، ومرتبط بالبيئة المحيطة، إذا كانت يابسة، أو شبه مائية أو مليئة بالأشجار، ومهما تكن البيئة التي يعيش فيها الضفدع، فإن القدرة على الحركة السريعة مهمة للضفدع سواء كان ذلك لافتراس طعامه أو للفرار من مفترسيه. عديمات الذيل تمتلك أغشية سباحة، لاسيما التي تعيش في الماء، إذ أن الفراغات، التي بين أصابعها، مغطاة بأغشية تجعل منها سباحا ماهرا، هذه الأغشية تتفاوت في مساحتها على الأصابع بين الضفادع، فهي تقل لدى تلك الأنواع التي تقضي أوقات طويلة على الأشجار، أو فوق اليابسة، فمثلا الضفدع الأفريقية (Hymenochirus) التي تعيش تقريبا، بالكامل في بيئة مائية، تغطي الأغشية كل الفراغات التي بين أصابعها، في حين أن الضفدع الأسترالي الأبيض (Litoria caerulea)الذي يقضي معظم أوقاته على الأشجار، تغطي الأغشية جزء ضئيل من أصابعه أما عديم الذيل من عائلة (Hylidae)، فإن ضفدع الشجر يمتلك وسائد متموضعة على أطراف أصابعها، تساعدها على التشبث على المسطحات بشكل أفقي، هذه الوسائد لا تعمل وفق مبدأ الفراغ، وهي مؤلفة من خلايا ذات قدرة عالية على التلاصق ببعضها، وسد المسافات فيما بينها، وعندما يضغط الضفدع على هذه الوسائد، تتقلص الفراغات بين الخلايا وتترك أنابيب دقيقة ممتلئة بالمخاط، تستطيع الإمساك بالمسطحات الأفقية بقوة الخاصية شعرية.بعض الضفادع تمتلك غدة على طرف كل إصبع، تساعدها على زيادة مساحة التلامس بالسطح، ومن ثم زيادة قوة الإمساك، ونظرا لأن القفز بين الأشجار يكون أحيانا خطيرا، فان بعض الضفادع تمتلك مفصل وركي يساعدها على القفز أوالمشي، بحسب ما يتطلبه الأمر، كذلك لوحظ عدم فقدان بعض الضفادع التي تعيش على الأشجار، للأغشية التي بين أصابعها، نظرا لأنها تستخدمها، في التوجيه والموازنة، حين القيام بقفزات طويلة.

### الجلد

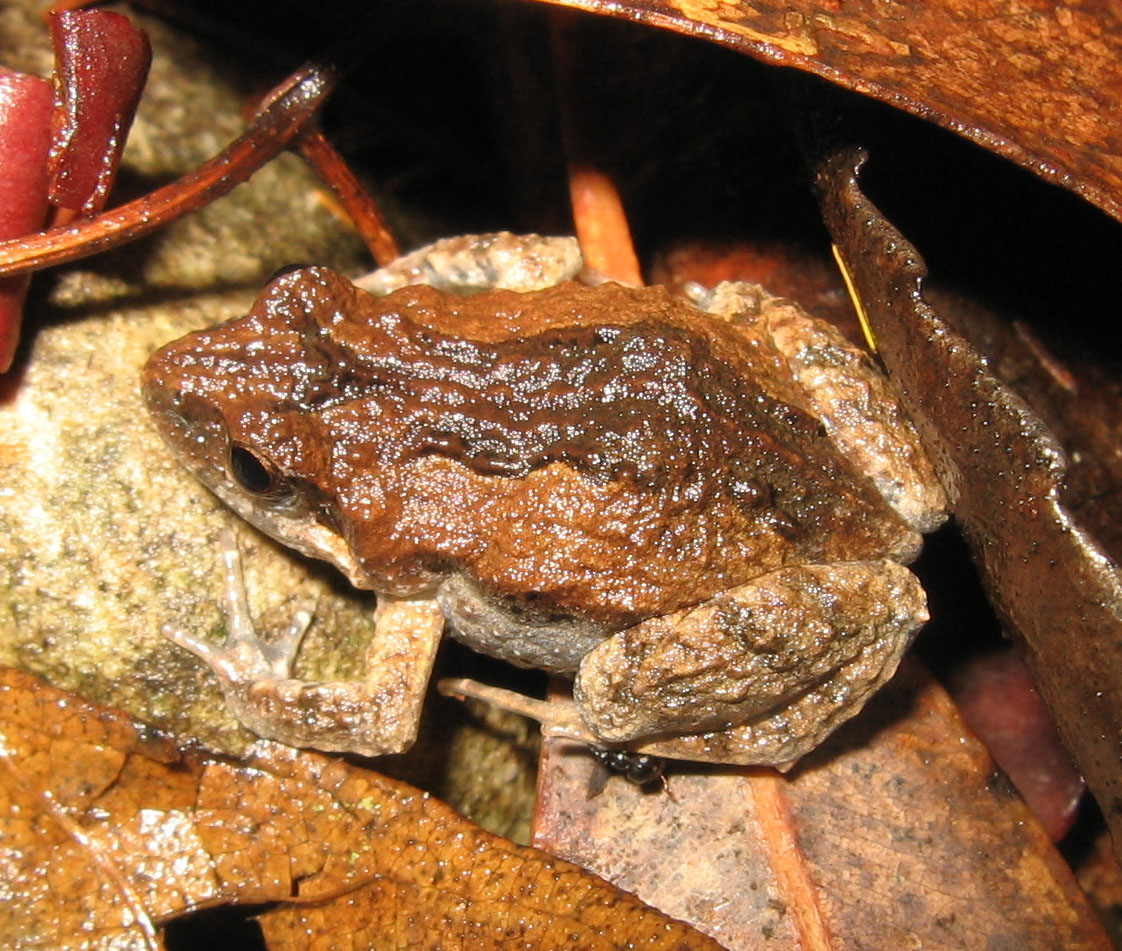
جلدها حبيبي وبني -برتقالي ضفدع من نوع Crinia signifera من عائلة-Myobatrachida تموه نفسها مع البيئة المحيطة

الضفادع بإمكانها امتصاص الماء عبر جلودها النفاذة، خصوصا من المنطقة الواقعة حول الحوض والوركين، لكن هذه الخاصية قد تعمل أحيانا لغير صالح الضفدع فهي تسمح أيضا، بتسرب الماء خارج جسمه، فإذا تعرض لحرارة الجو لفترة طويلة قد يصاب بالجفاف، لهذا السبب بعض عديمات الذيل التي تعيش على الأشجار تمتلك طبقة جلدية لا تسمح بتسرب الماء من جسمها، كذلك بعض عديمات الذيل تبنت أنماط سلوكية للتكيف مع الحرارة، فاقتصر بعضها على النشاط ليلاً والاستراحة خلال النهار، وبعضها الآخر عند الاستراحة يقوم بوضع وركيه وهي الأكثر فقدانا للمياة تحت بدنه، كذلك تلجأ الضفادع للاستراحة بشكل جماعي فتتجمع وتتلاصق مع بعضها البعض، وبذلك تقلل نسبياً مساحة تلامس أشعة الشمس والهواء الخارجي مع جلودها. هذه التكيفات تعدّ كافية للضفادع التي تعيش على الأشجار أو بالقرب من المياة، أما تلك التي تعيش في مناطق قاحلة فيلزمها تكيفات إضافية أخرى لتستطيع العيش في تلك المناطق.
ثمة وظيفة أخرى تؤديها جلود عديمات الذيل، هذه الوظيفة مرتبطة بالتمويه والتخفي وهو أسلوب شائع لدى عديمات الذيل، ومن الملاحظ أن معظم الأنواع التي تلجأ للتموية هي ضفادع تنشط ليلا، وفي فترة النهار تختار لها مكان مناسب وتموة نفسها معه فيصعب ملاحظتها على مفترسيها، بعض الضفادع تلجأ لتغيير ألوانها مثل الحرباء ولكن ليس لأكثر من لون أو لونين من ألوان التمويه، ومثال على ذلك ضفدع الأشجار الأسترالي الأبيض فهو يغير لونه من الأخضر إلى البني، وبعضها الآخر يتغير لون جلده ويتموه وفق تأثيرات عوامل الضوء والرطوبة.
عديمات الذيل التي تعيش على اليابسة تستخدم علامات تمويه على الجلد مثل البقع والترقيط والجلد الحبيبي الشكل، لحاجتها الضرورية لمثل هذه التمويهات التي تخفيها عن أعين مفترسيها بخلاف عديمات الذيل التي تعيش بالقرب من المياة والأشجار حيث الجلد الأملس هو ما يناسب هذه البيئة.

### السمية

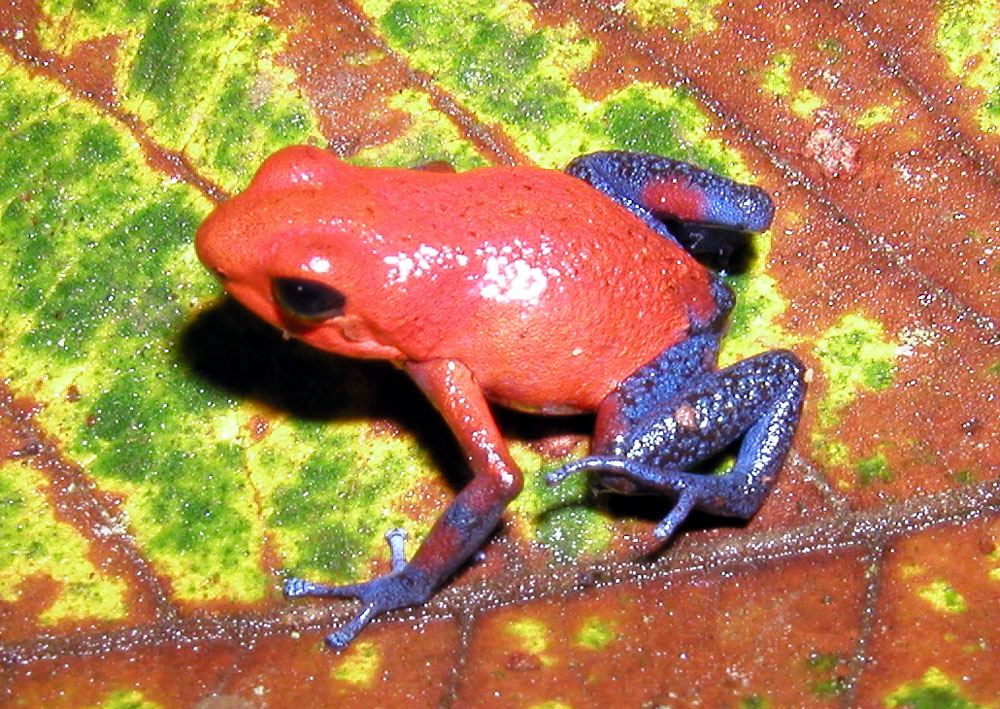
ضفدع "السهم السام". جلدها يحتوي مادة قلوية سامة، يستخدمها السكان الأصليين لتسميم سهامهم.

ضفدع السهم السام

كثير من عديمات الذيل، تحتوي أجسامها على سمية من درجة ما، تجعل منها هدف غير مفضل للضواري، ومثال على ذلك، تمتلك العلاجم لغدد سامة كثيرة، تتموضع بين الكتفين، وعلى قمة الرأس، وراء العينين، بعض الضفادع مثل ضفدع السهم السام تحدث مستويات متعددة، من التأثيرات السمية، مثل تهيجات، هلوسات، ونوبات، وسمية أعصاب، أو ضيق خلايا الدم، مع ذلك، عديد من مفترسات الضفادع السامة، طورت مع الزمن، حصانة ضد هذه السموم، ولكن، بقيت سموم الضفادع خطيرة لمعظم الحيوانات والإنسان.
بعض الضفادع، تراكمت لديها السمية، جراء أكل النمل وبعض المفصليات السامة، وبعض الأنواع من الضفادع، تنتج مادة قلوية سامة، بدون أن تستخلصها من قائمة طعامها، كذلك يقوم بعض السكان الأصليون لأمريكا الجنوبية، بوضع سموم أنواع معينة من الضفادع، على أطراف سهامهم، بغرض الصيد، على الرغم من قلة أنواع الضفادع المستخدمة لهذا الغرض، كذلك من الملاحظ، أن الضفادع السامة، تعلن عن سميتها، بألوان زاهية براقة، لإخافة المفترسين، ومن الطريف في هذا الصدد، أن بعض الأنواع من الضفادع الغير سامة، تماهت في ألوانها مع الضفادع السامة، بغرض خداع المفترسين، والظهور بمظهر ضفدع سام. تعدد المواد السامة للضفادع، لفت إليها نظر الكيميائيين كصيدلية غنية بالمواد الطبيعية، سيما وأن هذه المواد لها قلوية أكثر ب200 مرة من المورفين، والسموم المتوفرة من ضفدع السهم، وتلك المستخلصة من جلود الضفادع، لوحظ أنها تقاوم فيروس الإيدز وقد تفتح المجال، لصناعة الكثير من الأدوية العلاجية.
إفرازات الجلد، لبعض العلاجم مثل علجوم نهر كولورادو وعلجوم القصب تحتوي بافوتوكسين، والبعض الآخر مادة قلوية، ذات تأثير نفسي، تستخدم كمادة مخدرة، من قبل البعض باستخلاصها وتدخينها، أو بمضغها، وهو أخطر من التدخين، إذ أنه يؤدي بالمتعاطي إلى اختلاق أكاذيب تشبه الأساطير مدينية.

### التنفس ومجاري الدم
جلد الضفادع نفاذ للأكسجين وثاني أكسيد الكربون مثلما هو نفاذ للماء إذ تتواجد أوعية دموية، بالقرب من سطح الجلد، وعندما يكون الضفدع في الماء، ينفذ الأكسجين مباشرة عبر الجلد إلى الدورة الدموية، أما على اليابسة، فالضفادع البالغة تستخدم رئتاها للتنفس، مع الاختلاف بأن عضلات الصدر غير مرتبطة بالتنفس، إذ لا توجد أضلاع وأغشية لدعم التنفس، بمعنى أنها تتنفس بإدخال الهواء إلى الخياشيم، فيؤدي ذلك إلى انتفاخ الحنجرة مما يسبب ضغط على أرضية الفم، فيجبر الهواء على الدخول إلى الرئة. في أغسطس 2007، اكتشف نوع من الضفادع، لا توجد له رئة، وهو أول ضفدع معروف للعلماء بدون رئة.
قلب عديمات الذيل له ثلاث حجيرات، وهي صفة تشترك فيها مع رباعي الأرجل عدا الثدييات والطيور، والدم المؤكسج (الغني بالأكسجين)الواصل من الرئتين، والدم المؤكسد (الغني بثاني اكسيد الكربون)الذي يصل من بقية خلايا الجسم، يدخلان للقلب بواسطة أذينين منفصلين، ومنه عبر صمامات خاصة، يصل الدم المؤكسج إلى الشريان أبهر ومنه إلى خلايا الجسم، أما الدم المؤكسد، فيمر عبر الشريان الرئوي، هذه الآلية الخاصة هي حيوية، من أجل الفصل بين الدم المؤكسج القادم من الرئة والدم المؤكسد القادم من خلايا الجسم، وهي تمكن عديمات الذيل من تحقيق استقلاب جيد، وتحقيق نشاط يومي أفضل.

### دورة حياتها

نمو الشرغوف في البيضة

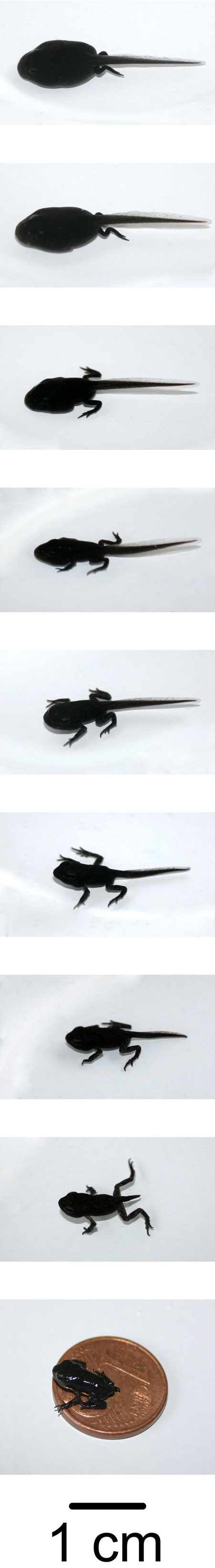
Metamorphosis of ضفدع الجبل.

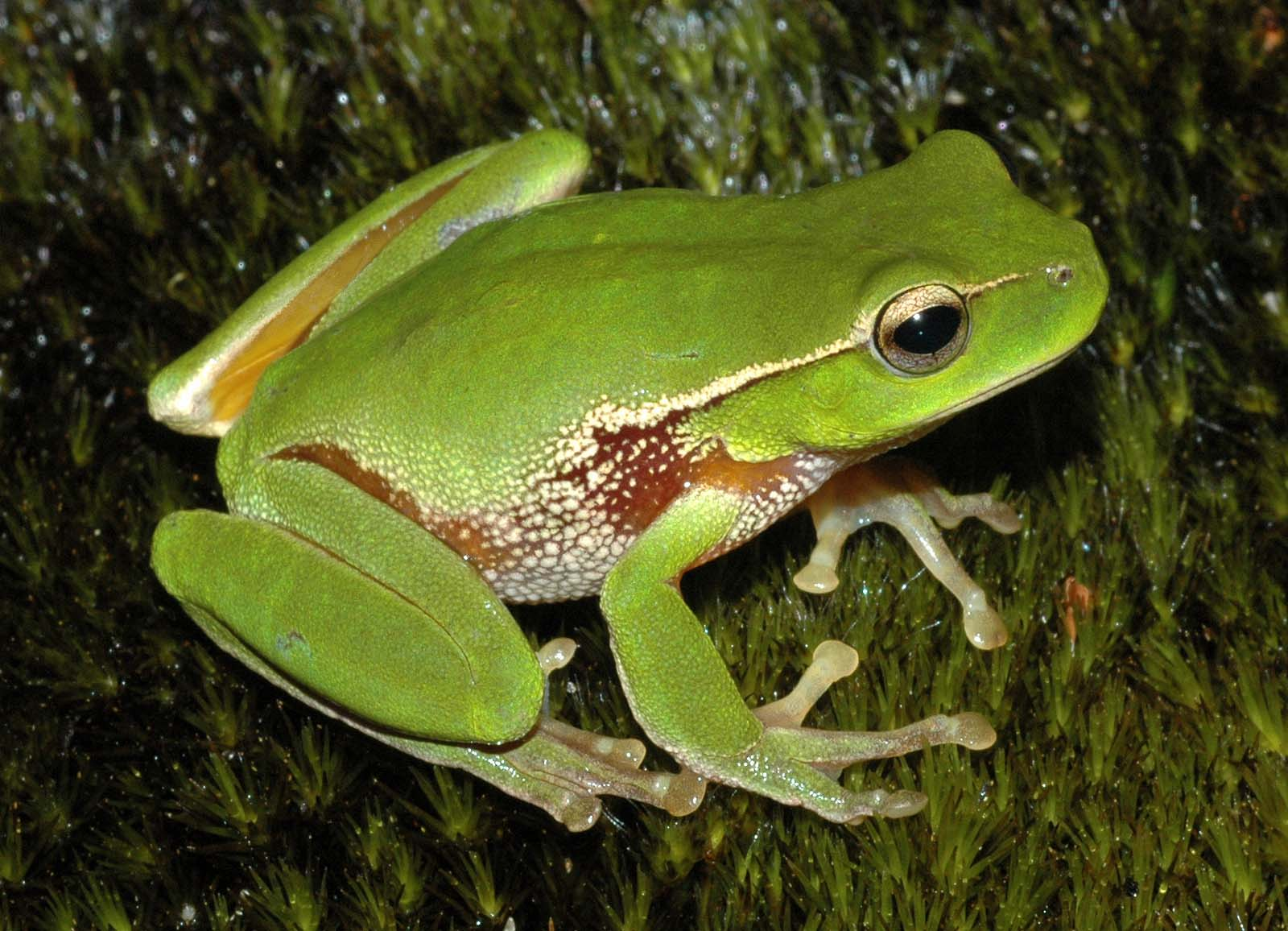
ضفدع بالغ من جنس Litoria p
hyllochroa من عائلةضفدع الشجر

تطور الشرغوف في البيضة

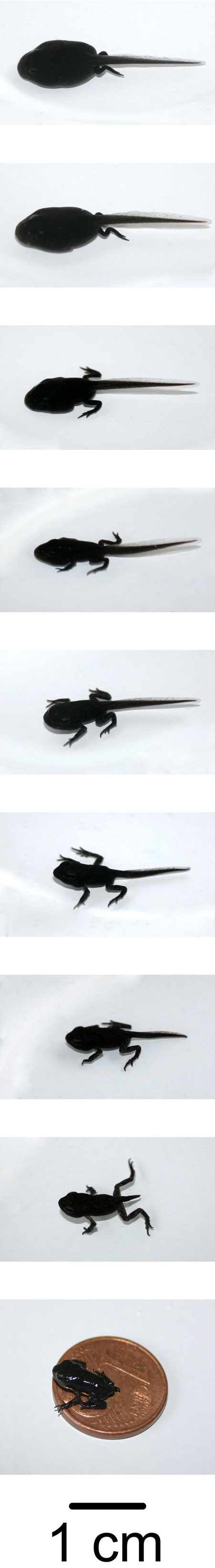
Metamorphosis of ضفدع الجبل.

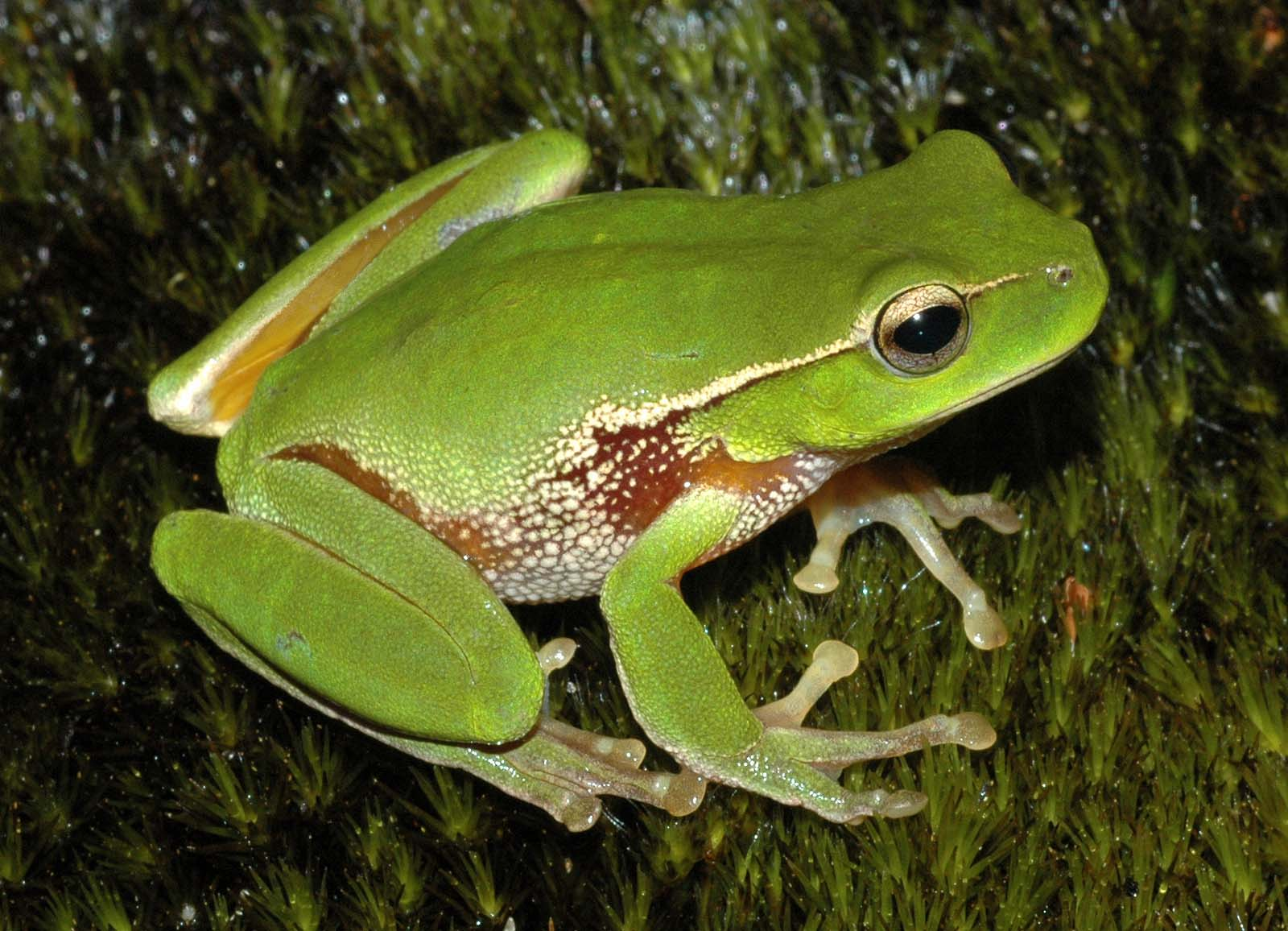
פרט ضفدع بالغ من جنس Litoria p
hyllochroa من عائلةضفدع الشجر

دورة حياة الضفادع، تشبه دورة حياة البرمائيات، وهي تشمل أربع مراحل أساسية، بيضة شرغوف، مرحلة انتقالية، ثم بالغ، في المرحلة الأولى والثانية، وجود وسط مائي، هو أمر بالغ الأهمية بالنسبة لعديمات الذيل، إذ ينتج أنماط سلوكية عديدة ترتبط بعملية التكاثر مثل الصوت الذي يصدرة الذكر لجلب الإناث إلى منطقته، التي يختارها للتكاثر، علما بأن بعض الضفادع، تقوم بحراسة البيض، وفي بعض الحالات، تقوم حتى بحراسة الشراغف.
عديمات الذيل، تضع بيوضها في الماء، إذ تستطيع الانثى الواحدة من الضفادع، وضع عناقيد عديدة من البيض، يحتوي كل عنقود على مئات، أو آلاف البيوض، عادة تكون هذه البيوض مكشوفة للمفترسين، لذلك طورت الضفادع أساليب بقاء، لتأمين استمرارية النوع، أشهر هذة الأساليب هي وضع البيض بصورة جماعية، وبذلك يصعب على المفترسين افتراسها أجيالها بالكامل، إذ كثرة أعداد البيض، تحول دون القضاء عليهاجميعا من قبل، مفترسيها المتعددين، الأسلوب الثاني، هو وضع البيوض على الأوراق التي تطوف على سطح الماء، وتغطيتها بغشاء لاصق للحماية، بعض هذه الأنواع التي تستخدم هذا الأسلوب، بإمكان بيوضها التعرف على حركة الدبابير والثعابين بالقرب منها، فتقوم بالتفقيص بشكل مبكر، ومن ثم تغوص في الماء مبتعدة عن الخطر.
أجناس أخرى مثل العلجوم العملاقBufo marinus يضع بيوض تحتوي على سمية، تقلل من أعداد بيوضه التي تؤكل.فترة البيض، تختلف من جنس لآخر من أجناس الضفادع، لكنها تفقص عادة بعد مرور اسبوع.
بعد تفقيص البيوض، تخرج الشراغف للحياة في الماء، وهي بدون أرجل أمامية أو خلفية، لها خياشيم تنفس، وزعنفة ذيلية وصولا للظهر، كي تساعده على الحركة. معظم الشراغف، هي كائنات نباتية، تتغذى على الطحالب، لكن هناك، أنواع مفترسة، تتغذى على الحشرات وصغار الالأسماك وحتى على مثيلاتها من صغار الشراغف. الأخطار التي تحيق بالضفادع خلال هذه الدورة من حياتها، عديدة، ولعل أكثرها أ

## دورة حياتها
دورة حياة الضفادع، تشبه دورة حياة البرمائيات، وهي تشمل أربع مراحل أساسية، بيضة شرغوف، مرحلة انتقالية، ثم بالغ، في المرحلة الأولى والثانية، وجود وسط مائي، هو أمر بالغ الأهمية بالنسبة لعديمات الذيل، إذ ينتج أنماط سلوكية عديدة ترتبط بعملية التكاثر مثل الصوت الذي يصدرة الذكر لجلب الإناث إلى منطقته، التي يختارها للتكاثر، علما بأن بعض الضفادع، تقوم بحراسة البيض، وفي بعض الحالات، تقوم حتى بحراسة الشراغف.
عديمات الذيل، تضع بيوضها في الماء، إذ تستطيع الانثى الواحدة من الضفادع، وضع عناقيد عديدة من البيض، يحتوي كل عنقود على مئات، أو آلاف البيوض، عادة تكون هذه البيوض مكشوفة للمفترسين، لذلك طورت الضفادع أساليب بقاء، لتأمين استمرارية النوع، أشهر هذة الأساليب هي وضع البيض بصورة جماعية، وبذلك يصعب على المفترسين افتراسها أجيالها بالكامل، إذ كثرة أعداد البيض، تحول دون القضاء عليهاجميعا من قبل، مفترسيها المتعددين، الأسلوب الثاني، هو وضع البيوض على الأوراق التي تطوف على سطح الماء، وتغطيتها بغشاء لاصق للحماية، بعض هذه الأنواع التي تستخدم هذا الأسلوب، بإمكان بيوضها التعرف على حركة الدبابير والثعابين بالقرب منها، فتقوم بالتفقيص بشكل مبكر، ومن ثم تغوص في الماء مبتعدة عن الخطر.
أجناس أخرى مثل العلجوم العملاقBufo marinus يضع بيوض تحتوي على سمية، تقلل من أعداد بيوضه التي تؤكل.فترة البيض، تختلف من جنس لآخر من أجناس الضفادع، لكنها تفقص عادة بعد مرور اسبوع.
بعد تفقيص البيوض، تخرج الشراغف للحياة في الماء، وهي بدون أرجل أمامية أو خلفية، لها خياشيم تنفس، وزعنفة ذيلية وصولا للظهر، كي تساعده على الحركة. معظم الشراغف، هي كائنات نباتية، تتغذى على الطحالب، لكن هناك، أنواع مفترسة، تتغذى على الحشرات وصغار الالأسماك وحتى على مثيلاتها من صغار الشراغف. الأخطار التي تحيق بالضفادع خلال هذه الدورة من حياتها، عديدة، ولعل أكثرها أن تفترس من قبل الأسماك، والسلمندر والعصافير، سيما صياد السمك رمادي الرأس والخنافس المائية، هذا فضلا عن أكلها لبعضها البعض، مع العلم أن بعض الشراغف سامة. مرحلة الشرغوف تستمر لاسبوع، وان كان بعض أنواعها يستمر شرغوفا حتى نهاية الشتاء.
في نهاية مرحلة الشرغوف، تطرأ عليه تغييرات في (الشكل والبنيةالتشريحية) تحوله عمليا لضفدع بالغ، تظهر أولا أرجله الخلفية ثم تعقبها الأرجل الأمامية، تفقد الخياشيم، وتبدأ الرئة في العمل بدل الخياشيم أمعاءها تأخذ في القصر، وطعامها يصبح مقتصرا على الكائنات الحية، تأخذ عينيها في التباعد وهو تغيير حيوي، يسمح لها بتوسيع مدى الرؤية، لممارسة الافتراس، كذلك تشمل هذه المرحلة تحول الضفدع من ضفدع صغير، إلى ضفدع بالغ، بما يتبعه من استموات كثير من خلاياه.
بعد هذا التحول، يبدأ الضفدع في الانتشار على اليابسة، أو يستمر في ممارسة حياته بالقرب من الماء. الضفادع البالغة، تتغذى على مفصليات الأرجل والحلزونات وبعضها تتغذى حتى على السمك، وصغار الضفادع، عديد منها تستخدم لسانها الطويل الدبق، للانقضاض على الحشرات سريعة الحركة، وأخرى ات يدخلن الفريسة إلى الفم، بمساعدة أطرافهن الأمامية، ومع ذلك يجب الذكر، ان بعض الضفادع تتغذى على النبات فقط. في المقابل الضفادع تشكل فريسة وغذاء محبب، لبعض البشر ولكثير من الحيوانات، مثل الثعابين والثعالب وحيوان الغرير وحيوان القوطي.
ن تفترس من قبل الأسماك، والسلمندر والعصافير، سيما صياد السمك رمادي الرأس والخنافس المائية، هذا فضلا عن أكلها لبعضها البعض، مع العلم أن بعض الشراغف سامة. مرحلة الشرغوف تستمر لاسبوع، وان كان بعض أنواعها يستمر شرغوفا حتى نهاية الشتاء.
في نهاية مرحلة الشرغوف، تطرأ عليه تغييرات في (الشكل والبنيةالتشريحية) تحوله عمليا لضفدع بالغ، تظهر أولا أرجله الخلفية ثم تعقبها الأرجل الأمامية، تفقد الخياشيم، وتبدأ الرئة في العمل بدل الخياشيم أمعاءها تأخذ في القصر، وطعامها يصبح مقتصرا على الكائنات الحية، تأخذ عينيها في التباعد وهو تغيير حيوي، يسمح لها بتوسيع مدى الرؤية، لممارسة الافتراس، كذلك تشمل هذه المرحلة تحول الضفدع من ضفدع صغير، إلى ضفدع بالغ، بما يتبعه من استموات كثير من خلاياه.
بعد هذا التحول، يبدأ الضفدع في الانتشار على اليابسة، أو يستمر في ممارسة حياته بالقرب من الماء. الضفادع البالغة، تتغذى على مفصليات الأرجل والحلزونات وبعضها تتغذى حتى على السمك، وصغار الضفادع، عديد منها تستخدم لسانها الطويل الدبق، للانقضاض على الحشرات سريعة الحركة، وأخرى ات يدخلن الفريسة إلى الفم، بمساعدة أطرافهن الأمامية، ومع ذلك يجب الذكر، ان بعض الضفادع تتغذى على النبات فقط. في المقابل الضفادع تشكل فريسة وغذاء محبب، لبعض البشر ولكثير من الحيوانات، مثل الثعابين والثعالب وحيوان الغرير وحيوان القوطي.

## التكاثر

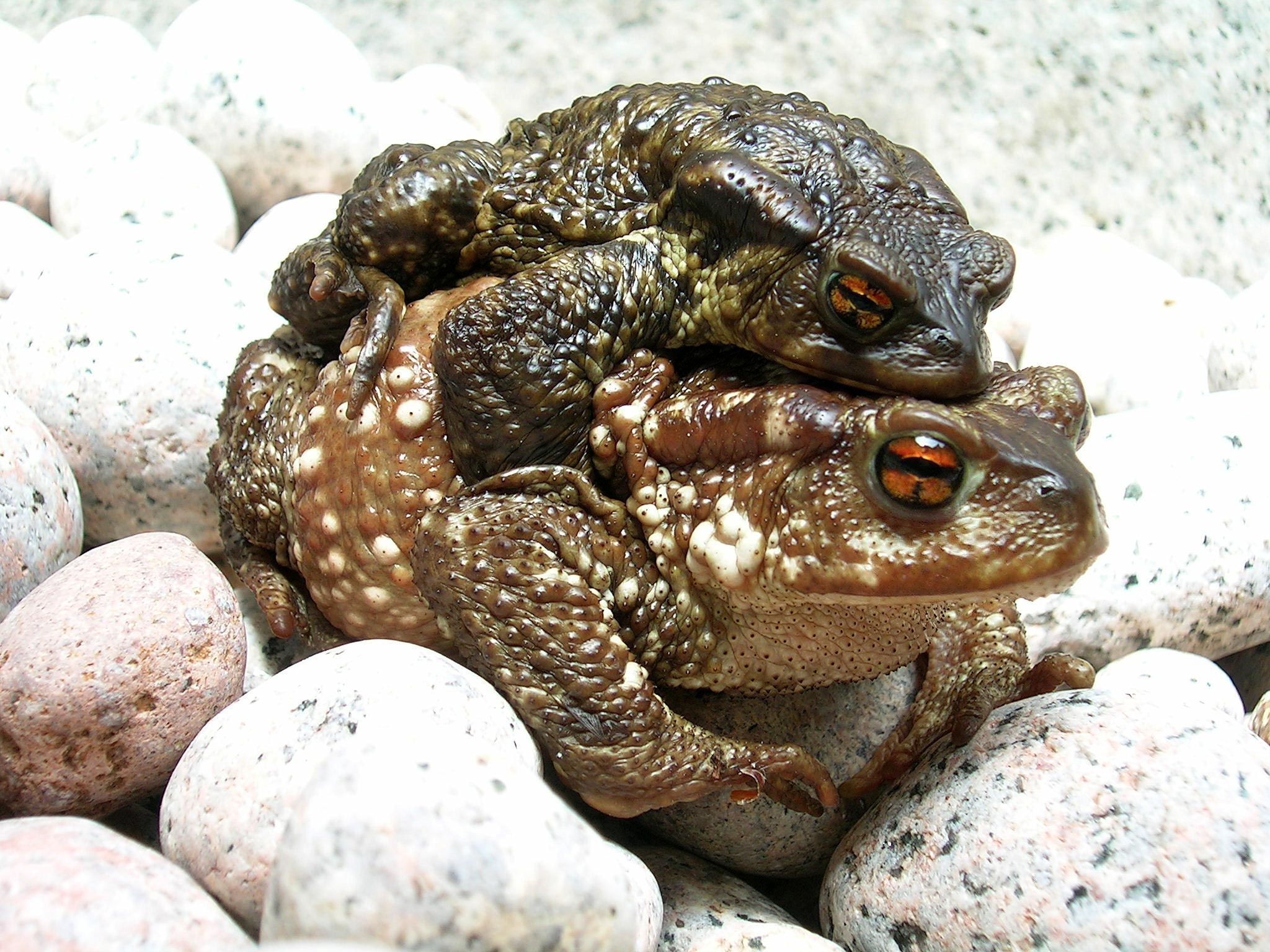
ذكر وأنثي من نوع علجوم في عناق تزاوج

عندما تصل الضفادع لسن البلوغ، تتجمع بالقرب من بحيرة، أو جدول ماء، علما بأنها تفضل التزاوج في مواطنها، وأماكن توالدها، وهو ما يؤدي لحدوث هجرة جماعية نحو هذه المواطن، تشمل آلاف الأفراد من الضفادع، كل يريد ايجاد شريك تزاوج، خلال هذه الرحلة تتعرض الضفادع لمخاطر جمة، سيما من السيارات التي تقتل منها، أعداد كثيرة، لذلك لجأت بعض الدول، ومنها الدول الاروبية، إلى إنشاءحواجز وأنفاق وسبل بديلة لمرور الضفادع. عند وصول الضفادع لأماكن التزاوج، يصدر الذكر صوت نقيق، تنجذب اليه الأنثى التي من نوعه فقط، والأنثى بدورها تستطيع تمييز الذكر الذي من نوعها، في حين أن بعض الأنواع من الضفادع، لا تستطيع ذكورها إصدار نقيق، فتقوم بمضايقة ومنع الإناث من الاقتراب من الضفادع ذوات النقيق. تتكاثر الضفادع، بواسطة الإخصاب خارجي، إذ أن الذكر خلال عملية التزاوج، يعتلي ظهرالأنثى، بطريقة تسمى زواج تراكبي، ويحكم القبض عليها بأطرافه، فتغوص الضفدع به في الماء، وتبدأ في وضع بيوض لونها بني أو أسود، بينما تنفلت حيوانات الذكر المنوية في الماء، حيث تقوم الخلايا الذكرية، بتخصيب البيض وهو في الماء، بعد التلقيح، تأخذ البيضة في النمو، وتطرأ زيادة على حجمها، كما ينمو لهاغطاء حماية يشبه مادة الجيلاتين.
تتزاوج الضفادع، في الفترة ما بين نهاية الخريف والربيع، وهي الفترة التي تكون حرارة المياة منخفضة نسبيا، بمتوسط4-10 درجة حرارة مئوية، وهي المناسبة لنمو وتطور الشراغف، إذ أن الأكسجين يكون تركيزة أكثر في المياة الباردة، ويكون الطعام متوفرا في هذه الفترة.

## العناية بالصغار

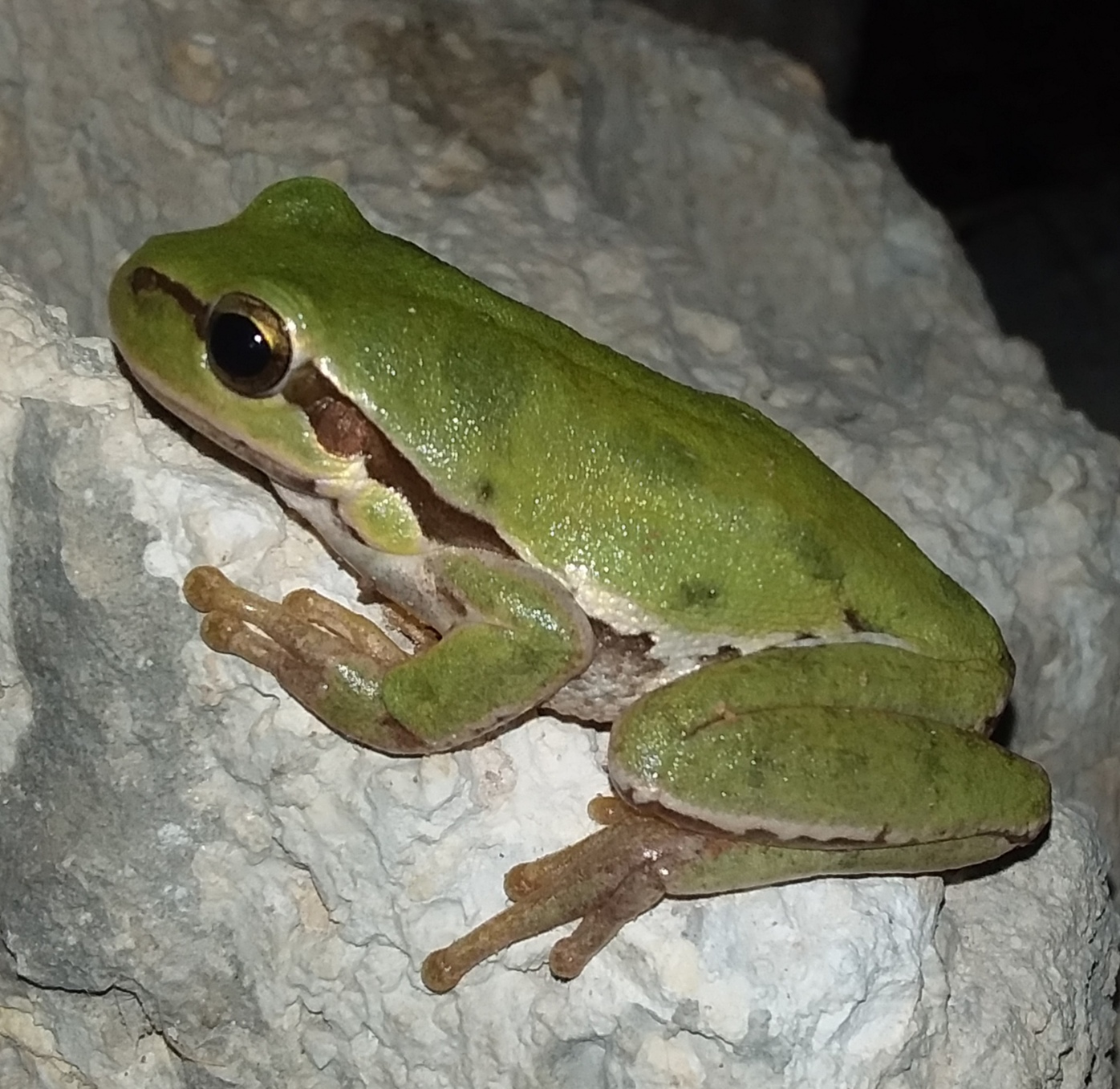
ضفدع أخضر صغير الحجم

ما هو معروف، عن عناية الضفادع بنسلها، قليل، ومع ذلك، يقدر بأن 20% من البرمائيات تعتني بصغارها، بطريقة أو بأخرى، وهناك أنماط كثيرة من صور السلوكيات الأبوية، مثلا بعض الأنواع، كضفدع السهم السام، تضع بيوضها، على أرضية الغابة، وتقوم بحمايتها، من خطر المفترسين، وتحرص على بقاء بيوضها رطبة. بعض الضفادع، تبول على البيوض، لتحميها من الجفاف. وبعد أن تفقس البيوض (في بعض الأنواع) تحمل الأنثى الصغار على ظهرها، وتذهب بهم إلى أيكة ماء حيث يقوم الوالدين بالعناية بها معا، حيث يضعا بيوضا غير مخصبة في الأيكة المائية لكي تتغذى منها الشراغف حتى تنمو ويتم تحولها. تحمل إناث أنواع أخرى من الضفادع البيض والشراغف على أرجلها الخلفية أو على ظهورها، بينما يقوم بعضها الآخر، بحماية الصغار بوضعها داخل جسمها، فضفدع الجيب الأسترالي يضع صغاره، في جيب على جانب جسمه، حتى تكبر ويتم تحولها، وهنالك ضفدع أسترالية، تفعل ما هو أعجب، ومن المحتمل أن تكون قد انقرضت، تسمى ضفدع الحضانة المعوية، إذ تبتلع الشراغف، الت تواصل نموها داخل المعدة، ولكن ذلك لم يكن ليحدث لو لم تعطل الأم فعالية الإفراز الحامضي المعوي، واحباط الحركة الدودية للجهاز الهضمي.أيضا تقوم بعض الأنواع من الضفادع، باستخدام ضفادع أخرى، كأم بديلة، لمراقبة البيض والمسكن.

## النقيق
تصدر بعض الضفادع، أصوات نقيق، تسمع من مسافة تتعدى الميل، إذ أن الصوت خاصية تميز أنواعها، وهو يصدر حين مرور الهواء إلى الحنجرة في الحلق، وفي معظم أنواع الضفادع، ثمة كيس يتكون من غشاء جلدي، تحت الحلق أو في طرف الفم، ينتفخ كالبالون، أثناء زيادة الصوت.
يدرس حقل علم السلوك العصبي نظام الدائرة العصبية، التي تشكل أداء الصوت لدى الضفادع. بعض الضفادع ينعدم لديها كيس الصوت، مثل الضفادع من أجناس (Heleioporus وNeobatrachus)، ومع ذلك، ما زالت هذه الأنواع، تصدر أصوات عالية، لأن فمها، يحتوي على فراغ يعمل كغرفة ترديد الصدى تزيد من قوة الصوت. الأنواع التي لا تمتلك كيس للصوت، ولا تستطيع ترديد صوت عالي، تميل للسكنى، بالقرب من مصبات المياة، إذ أن صوت خرير الماء، يطغى على كل صوت. السبب الرئيس للنقيق عند الضفادع، تمكين الذكور من جذب شريك تزاوج.و صوت الذكور سواء كان فردي أم جماعي يسمى كورس، انثوات بعض الضفادع، تصدر صوت استجابة للغزل تعمل كمحفز للذكر، لزيادة التكاثر في مستوطنة الضفادع، بينما يصدر الضفدع الذكر، صوت تنبيه عندما يركبه ذكر آخر بطريق الخطأ، والأنواع الاستوائية، تصدر صوت مطر اعتمادا على رطوبة الجو، للإعلان عن قرب هطول المطر، والعديد منها تصدر أصوات تعلن بها عن ملكيتها على رقعة معينة من الأرض وتنذر من خلالها الذكور الأخرى من الاقتراب من منطقتها، مع العلم أن جميع أصوات الضفادع تصدر حينما يكون الفم مغلقا تصدر بعض الضفادع صوت كنغمة عالية جدا بينما فمها مفتوح إذا ماشعرت بخطر داهم ولايعرف بالتحديد مدى تأثير هذا الصوت ولكن يعتقد أنه صوت تضليل لجذب عدد من الحيوانات مما يؤدي إلى تشتيت انتباة الحيوان المفترس.

## أماكن الانتشار وحماية الضفادع

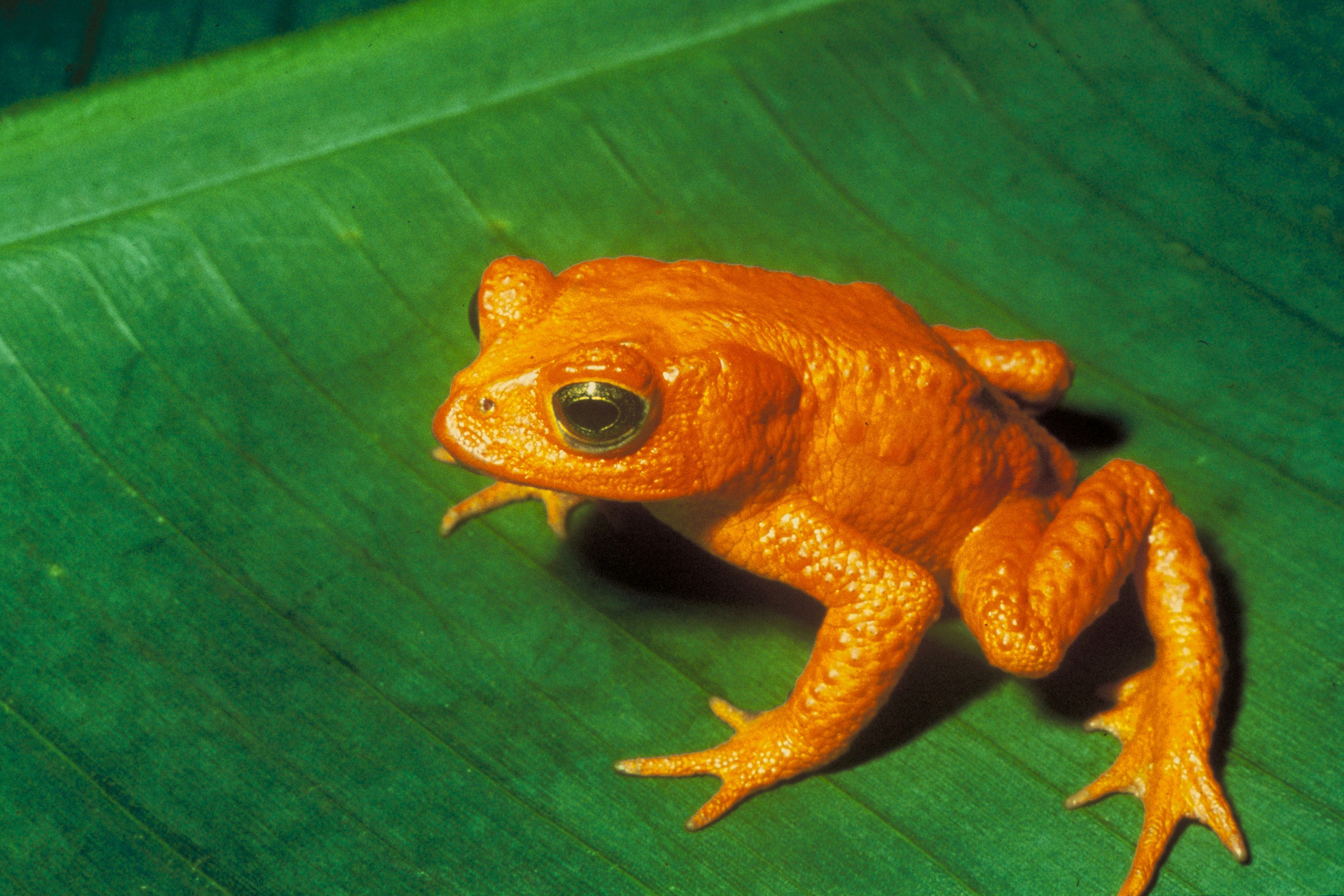
العلجوم الذهبي (Bufo periglenes) - شوهد آخر مرة-1989

تستوطن الضفادع في معظم أنحاء العالم تقريبا، باستثناء المناطق القطبية، وعدد من جزر المحيطات، وأكثر تنوع لتجمهرات وعشائر الضفادع، موجود في المناطق الاستوائية من العالم، حيث المصادر المائية كثيرة ومتوفرة، وسهلة الوصول، وبعض الضفادع تقطن في المناطق اليابسة من العالم، حيث الوصول لمصادر الماء، ليس بالأمر السهل، وللبقاء وحفظ النوع، يتم الاعتماد على بيئات محددة.الضفدع الأسترالي من جنس cyclorana والضفدع الأمريكي من جنسptemohyla تدفن نفسها تحت أرض، مياها غير قابلة للتسرب، وتدخل في حالة بيات شتوي لا تخرج منها الا حين هطول الأمطار، فتجد لها مستنقع مؤقت للتكاثر، حيث يكون تطور البيض والشراغف سريع جدا، مقارنة ببقية الضفادع، لذلك تكتمل عملية التكاثر قبل جفاف المستنقع. بعض أنواع الضفادع تكيفت للعيش في المناطق الباردة ومثال على ذلك ضفدع الخشب الذي تمتد أماكن انتشاره وصولا إلى شمال الدائرة القطبية حيث يقوم بدفن نفسه أثناء البرودة الشديدة وتتجمد معظم أجزاء جسمه.
تجمهرات الضفادع بدأت في التراجع بشكل محزن منذ عام 1950 ويعتقد أن أكثر من ثلث أنواع الضفادع مهددة بخطر الانقراض والاختفاء من العالم وأكثر من 120 نوع يظن العلماء انها اختفت منذ العام 1980 من بين هذه الأنواع العلجوم الذهبي من كوستاريكا وضفدع التكاثر المعوي الأسترالية الملوثات والتغيرات المناخية وتكاثر منافسي الضفادع من الحيوانات الأخرى وظهور مرض (chytridiomycosis) الذي يفتك بالبرمائيات كلها عوامل أدت لتراجع تجمهرات الضفادع بشكل ملحوظ. يعتقد علماء البيئة أن البرمائيات بما فيها الضفادع هي مقياس ممتاز لسلامة النظام البيئي الخارجي بسبب موقعها المتوسط من سلسلة الطعام.جلدها النفاذ وحياتها الثنائية في الماء واليابسة يظهر ان مرحلة البيض والشرغوف هي أكثر ما يعاني من التراجع والانحسار بينما تلك التي تتطور بشكل مباشر تكون أكثر مقاومة للعوامل البيئية وفي دراسة كندية أجريت عام 2006 أظهرت أن أكثر ما يهدد الضفادع هي حركة المرور بالقرب من مواطنها. وفي بعض حالات برامج تنمية واكثارالضفادع في الأسر كان أمر ممتاز لانه خفف الضغط عن تجمهرات الضفادع التي تعاني من التناقص في مايو 2007 تقرر اعتماد نوع معين من البكتيريا الدقيقة قد يحمي البرمائيات من مرضchytridiomycosis رواد علم الحيوان والأحواض المائية حول العالم أعلنوا عن عام 2008 عام حماية الضفادع للفت الانتباه إلى المشاكل والمخاطر التي تواجه الضفادع في بيئاتها.

## الضفادع تاريخ إحاثي

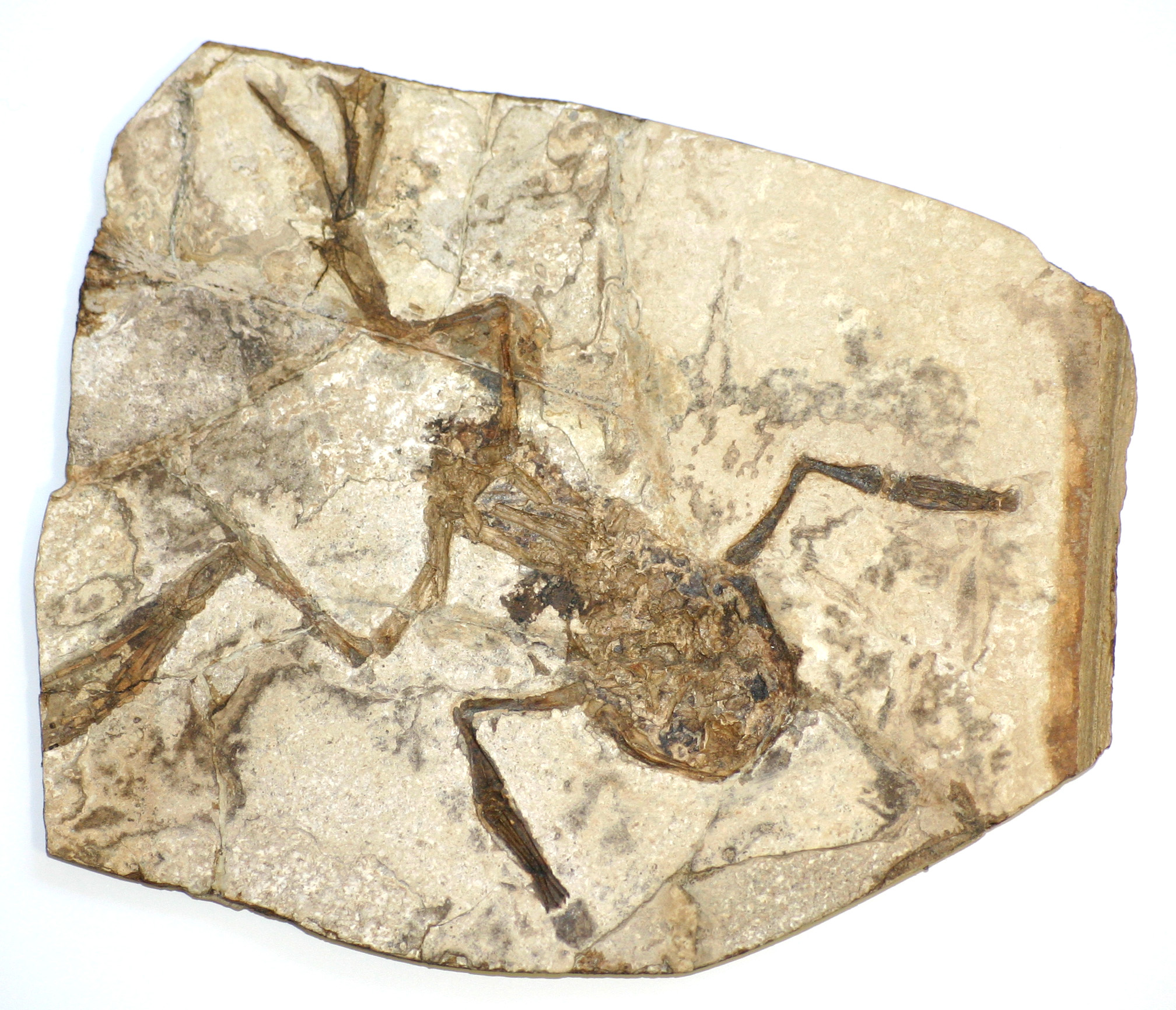
ضفدع إحفوري منجمهورية التشيك، على ما يبدو Palaeobatrachus gigas

منذ اكتشاف العصر البرمي المبكر، أي قبل 290 مليون سنة، عاش ضفدع قديم، يشابه السلمندر في بعض الصفات. أول ضفدع معروف كان يسمى Triadobatrachus، اكتشفت له إحاثة منذ 250 مليون سنة في جزيرة مدغشقر إبان العصر الترياسي. له جمجمة عريضة، مع تجاويف عينين كبيرة، وهو يشبه البرمائيات الحديثة بحسب ملامح الخطوط الإحفورية، مع اختلافات في منطقة عظمة الحرقفة، وجسمه أطول بعدد فقرات أكثر، مع وجود فقرات ذيلية منفصلة، تؤدي عمل الذيل، علما بأن الضفدع الحديثة بدون ذيل، والفقرات التي كانت تشكل الذيل اندمجت لتشكل فقرة عصعصية، عظام الساق للضفدع الأحفوري، مفصولة ومنفردة عن بعضهما، مما يجعله على الأرجح حيوان لا يجيد القفز.
ثمة ضفدع أحفوري آخر اكتشف في أريزونا عام 1985 ويدعى بروساليروس يعود تاريخه الإحاثي تقريبا إلى فترة ضفدع Triadobatrachus وهو لم يكن لديه أرجل كبيرة، لكنه كان يمتلك المبنى النمطي للحوض ذي الثلاث محاور المميز لضفادع هذه الأيام، وعلى خلاف ضفدع Triadobatrachus كان بروساليروس تقريبا، فاقد للذيل.
أحدث ضفدع حقيقي هو فيريلا من العصر الجوارسي المبكر (188-213) مليون سنة عرف بحسب الأحفورة من طبعة ظهره وبطنه، التي تدل على حيوان فرد، حجمه من الأنف حتى فتحة الإست 33 مم. تعدّ Notobatrachus من العصر الجوراسي الوسيط أحدث قليلا أي حوالي 155-170 مليون سنة، متشابهة مع عديمات الذيل، والتي من المرجح أنها واصلت تطورها في الفترة الجوراسية. والتطور الرئيسي حدث بتقلص الجسم وصغر حجمه وفقدان الذيل. وأحدث إحاثة مسجلة لضفدع حديثة كان لSanyanlichan التي عاشت قبل 125 مليون سنة، وكانت تمتلك كل مواصفات الضفدع الحديثة، مع فارق، أنها كانت تمتلك 9 فقرات بدل الثمانية الموجودة في ضفادع أيامنا، تجدر الإشارة في هذا الجانب أن إحاثات وأحافير الضفادع وجدت في جميع القارات بما في ذلك قارة أنتاركتيكا.

## الضفادع استخدامات في الزراعة والأبحاث

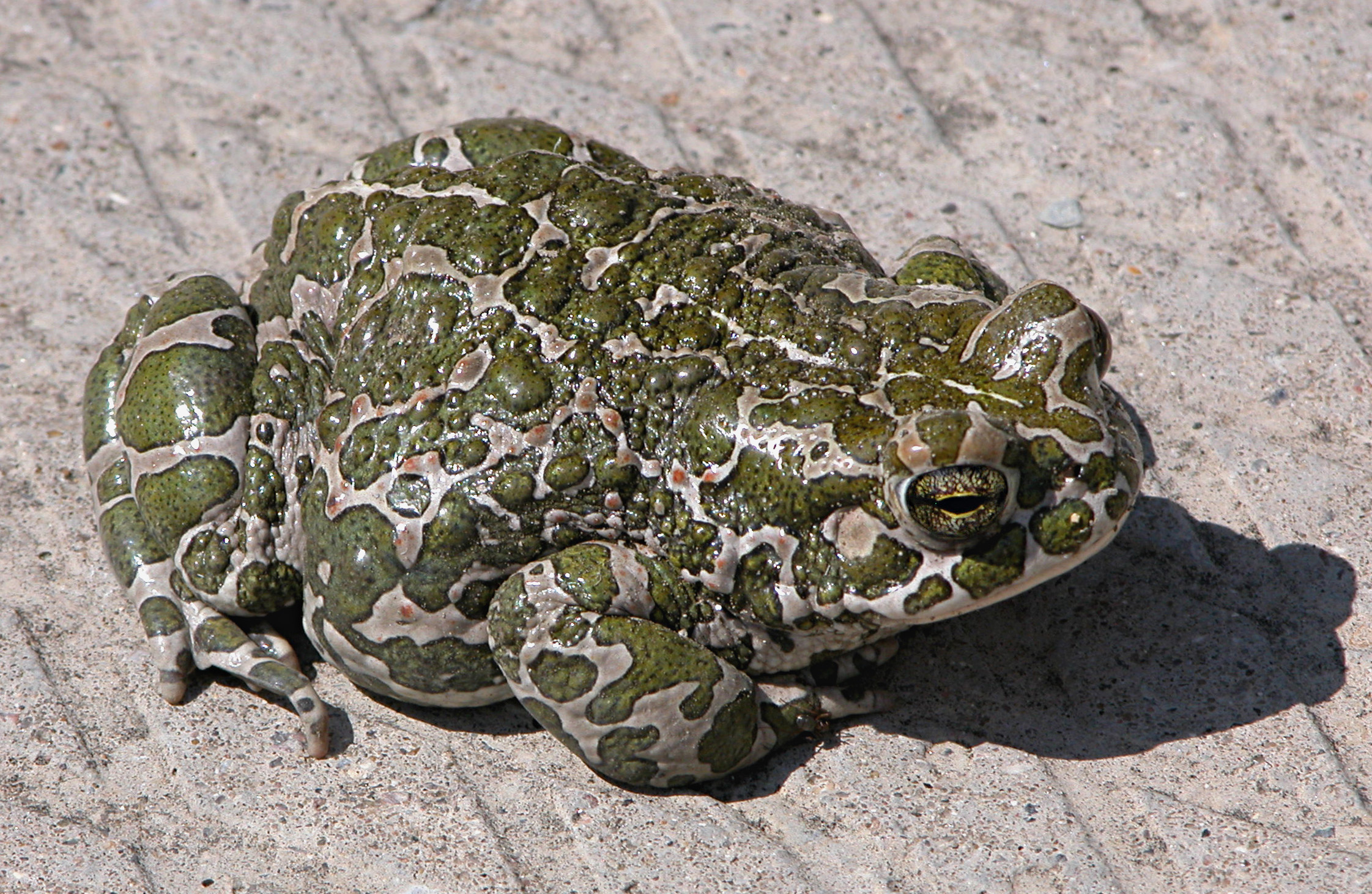
علجوم أخضر

تستخدم الضفادع على نطاق تجاري لأغراض متعددة، فهي تستخدم كمصدر غذائي، وأرجلها تعدّ مقبلات شهية في بلدان مثل فرنسا والصين وشمال اليونان والفلبين وبعض ولايات الجنوب الأمريكي- سيما لويزيانا. كذلك يتم استخدامها في إجراء دروس عن العمليات الجراحية في المعاهد والجامعات وصفوف التشريح، ولهذا الغرض، يتم حقنها بمادة تبرز وتضخم أعضاءها الحيوية، ومع ذلك في السنوات الأخيرة، تقلصت هذه الدروس إلى حد بعيد سيما بعد الإعلان عن الأخطار التي باتت تتهدد الضفادع في مواطنها.
في الحقل العلمي، كان للضفادع استخدامات مهمة خلال التاريخ العلمي. في القرن الثامن عشر اكتشف العالم البيولوجي لويجي جالفاني، الصلة بين الكهرباء والجهاز العصبي من خلال دراسة للضفادع، وضفدع المخلب الأمريكي الأول الذي استخدم على نطاق واسع في المعامل، وبفضلة أجري بحث على هرمون HCG الموجود في بول الحوامل، وتم حقنه في أنثى ضفدع تدعى X.laevis مما أدى لتسريع الإباضة لديها. وفي عام 1952 استنسخ روبرت بريجز وتوماس كنج ضفدع بواسطة تقنية SCNT (النقل النووي للخلايا الجسدية) وهي نفس التقنية التي استخدمت فيما بعد لاستنساخ النعجة دولي وكانت تجربتهم تعدّ الأولى التي حازت نجاح.

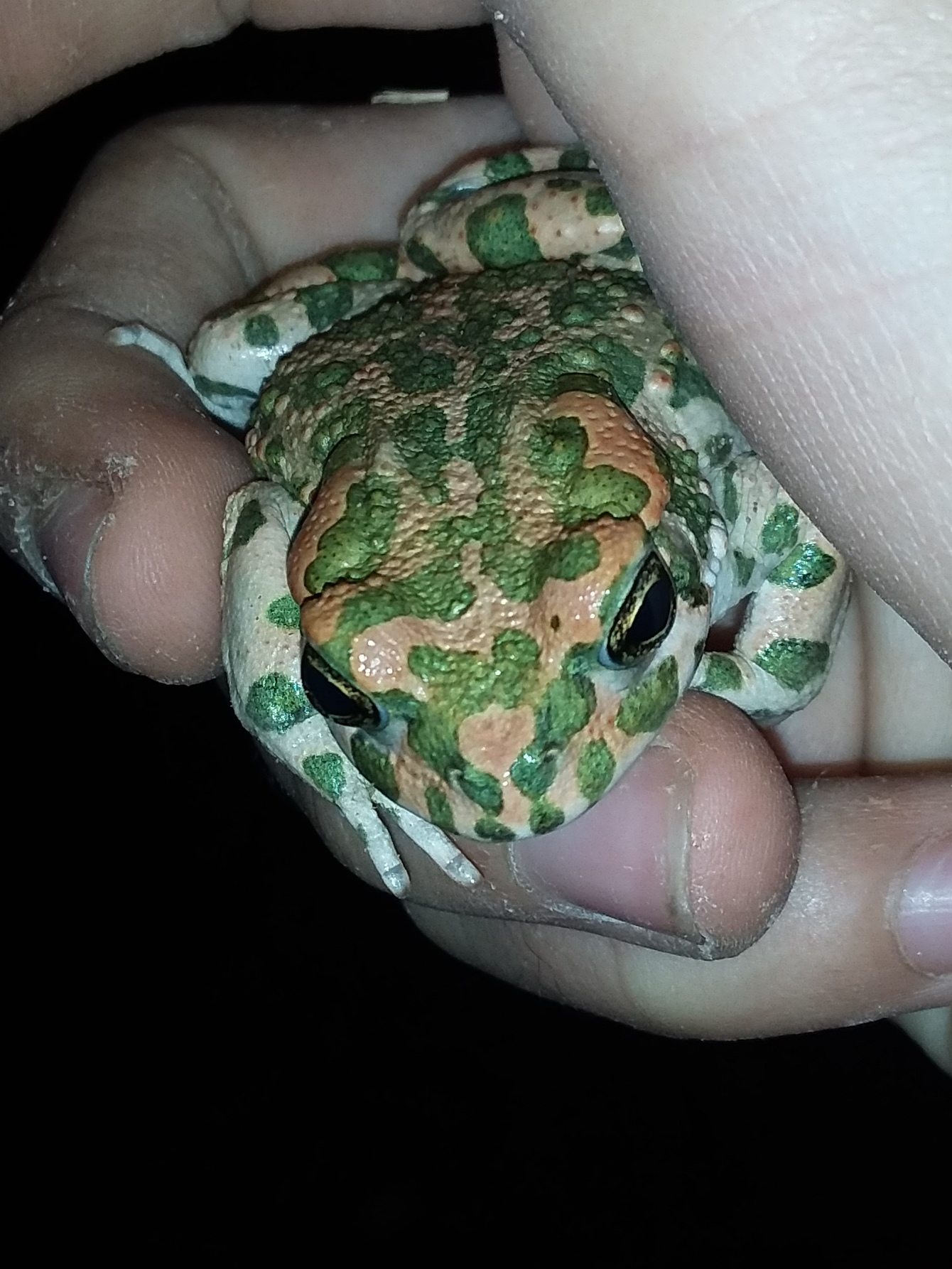
ضفدع من نوع علجوم محول باليد

إضافة لاستخدام الضفادع في أبحاث الاستنساخ وفي فروع أخرى من علم الأجنة، استخدم العلجوم الأخضر في الماضي في أبحاث فحص الحمل لدى النساء، وقد نجح الباحثين في فحص تأثير السائل المنوي لذكر العلجوم على بول المرأة واتضح أن الخلايا المنوية إذا سبحت في اتجاه البول فهو علامة على أن المرأة حامل، ومنذ ذلك الحين أخذت طرق فحص الحمل في التطور حتى أصبحت هذه الطريقة من الطرق القديمة التي لم تعد مستخدمة.
بدأ البيولوجيين، في استخدام ضفدع القيطم كعينة اختبار احيائية لأنه من السهل تربيتها في الأسر، ومن السهل التأثير على أجنتها، لكن الملاحظ أنه في الفترة الأخيرة بدأ الباحثين في التخلي عن ضفدع x.laevis الذي تبلغ فترة تكاثره، من عام حتى عامين، والتعويل على ضفدع x.rtopicalis نظر الآن فترة تكاثره تبلغ خمسة أشهر وهو ما سوف يساعد في تقدم أبحاث حل الشفرة الجينية لهذا الضفدع حتى عام 2015. ومن الفوائد الأخرى المرجوة من الضفادع، أنهم وجدوا في الببتيد الذي يفرزه ضفدع الشجر الأسترالي الأبيض مادة تدمر فيروس الإيدز بدون الإضرار بخلايا T (نوع من خلايا الدم البيضاء).

## اقرأ أيضا
- ضفدع الشجر أحمر العينين
- ضفدع مغلي مصطلح في العلوم السلوكية
- ضفدع الشجر الأوروبي
- ضفدع الشجر الكوبي
- الشرغوفيات

## وصلات خارجية
- المشروع الكامل للضفدع
- موقع يبين صورة للضفدع والعلجوم (ضفدع الطين)
- موقع يبين صورة لضفدع من النوع السام
- موقع عن البرمائيات